# 귀족소사
귀족소사(Nobiliary particle)는 많은 서양 문화에서 가족의 귀족을 알리기 위해 성씨에 사용된다. 사용되는 소사는 국가, 언어 및 기간에 따라 다르다. 일부 언어에서는 많은 성을 만드는 데 사용된 일반 전치사 소사와 동일하다. 일부 국가에서는 철자법을 다르게 하여 귀족 소사와 일반 소사를 구별하는 것이 관례가 되었지만, 다른 국가에서는 이러한 관례가 발생하지 않아 때때로 모호함을 초래했다. 귀족소사는 일상 연설이나 특정 상황에서 종종 생략될 수 있다.

## 같이 보기
- 불변화사
- 작위
- 스페인의 작명
- の